# Saypulla Absaidov
Saypulla Atavovich Absaidov (russe : Сайпулла Атавович Абсаидов), né le 14 juillet 1958 à Tarki (Daghestan), est un lutteur libre soviétique.

## Carrière
Concourant dans la catégorie des moins de 68 kg, Saypulla Absaidov est sacré champion olympique aux Jeux olympiques d'été de 1980 à Moscou. Il est également champion du monde en 1981, champion d'Europe en 1981 et médaillé d'argent européen en 1978.